# كاتش كريك (كولومبيا البريطانية)
كاتش كريك (بالإنجليزية: Cache Creek, British Columbia)‏ هي بلدة تقع في كندا في Thompson-Nicola Regional District. يقدر عدد سكانها بـ 1,040 نسمة ومساحتها 10.25 كم2 وترتفع عن سطح البحر 396 متر.